# Chloe Bennet
Chloe Bennet (pinyin: Wāng Kěyíng født 18. april 1992) er en amerikansk skuespiller. Hun er kendt for sin rolle som Daisy "Skye" Johnson i tv-serien Agents of S.H.I.E.L.D.